# Tangut

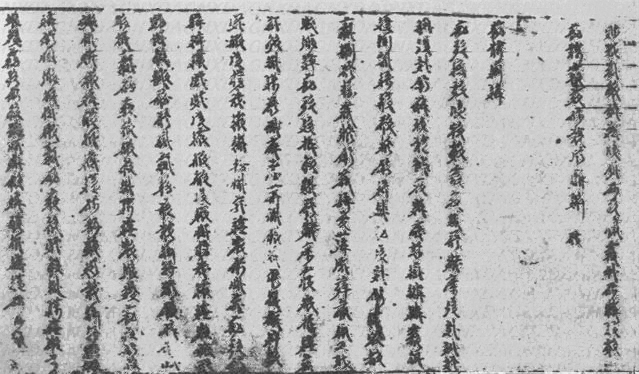
Tangut-schrift

Tangut, Tanguten of Tangoeten is een volk op het grondgebied van de huidige Chinese provincies Sichuan en Gansu en de autonome regio Ningxia. Het is tevens de naam van het door hen gesproken Tibeto-Birmaanse Tangut (ISO 639-3 txg) en het door hen gebruikte Tangut-schrift.
Traditioneel worden ze beschouwd als deel van de Qiang-volkeren. Zelf noemden zij zich Mi, de Chinezen noemden hen Dangxiang en de Mongolen Tang of Tangut.

## Geschiedenis
De Tangut stichtten in het begin van de 11e eeuw in het noordwesten van China het rijk van Westelijke Xia (Xi Xia), met Yinchuan als hoofdstad.
In 1227 veroverde Dzjengis Khan het rijk van de Tangut, dat wil zeggen de Ordos-regio in de kom van de Gele Rivier.
De daaropvolgende Mongoolse Yuan-dynastie die in 1272 aan de macht kwam maakte overwegend gebruik van ambtenaren en andere overheidsdienaren die uit Mongolië, Centraal-Azië, Tibet, en het voormalige Tangut-rijk kwamen. Wat in het China van de genoemde dynastie Mongoolse cultuur genoemd wordt, voornamelijk architectuur, is in feite Tangut-cultuur.
In de 150 jaar van zijn onafhankelijke bestaan ontwikkelde het Tangut-rijk een indrukwekkende cultuur. In opdracht van Li Yuanhao die zich tot ergernis van de Song tot keizer uitriep ontwierp Yeli Renrong een eigen schrift van ongeveer 6.000 tekens die oppervlakkig op Chinese tekens lijken maar er bewust niet van afgeleid zijn. Men bedreef een vroege vorm van boekdrukkunst en de literaire productie was erg groot. Zo drukte men bijvoorbeeld een Tangutversie van de Tripitaka, een corpus van boeddhistische canonieke boeken. Dit vergde niet minder dan 130.000 gesneden drukblokken ieder met honderden karakters. Er is ook een Tangut-versie van de Lotussoetra, een mahāyāna-werk dat wel tot de boeddhistische canon behoort, maar van later datum is dan de vroeg-boeddhistische Tripitaka.
Het rijk was boeddhistisch. Archeologische vondsten wijzen op de aanwezigheid in de 12e eeuw van met name veel Tibetaanse lama's uit de kagyütraditie van het Tibetaans boeddhisme. Tibetologen als Matthew Kapstein zien in de ceremoniële banden tussen de heersers van dit rijk en deze lama's het begin van de Tibetaanse patroon-priesterrelatie.
Het rijk was aanvankelijk een belangrijke tegenstander van Dzjengis Khan. Volgens één versie van de geschiedschrijving werd het volk bij de dood van Dzjengis Khan vrijwel geheel uitgemoord. Andere onderzoeken tonen aan dat dit niet of maar ten dele waar is. Wel verdween de cultuur nagenoeg.
Begin 21ste eeuw leven nog kleine dorpseenheden van Minak of Minyak in de Tibetaanse provincie Kham. De Minak zijn van oorsprong Tangut. De taal, die eerder aan Tibetaans dan aan Chinees verwant was, stierf uit, althans het is geen levende taal meer.
Dankzij de Russische onderzoeker Pjotr Kozlov werden er tussen 1908 en 1909 in Kharakhoto in het uiterste noordwesten van het voormalige Westelijke Xia-rijk een 10.000-tal documenten ontdekt, waarvan veel in Tangut, die nu in Sint-Petersburg bewaard worden. Later is ook in China belangstelling voor de Tangut ontstaan. Aan de Ningxia-universiteit van Yinchuan bevindt zich het Xi Xia-instituut.